# Palais de justice de Bergame
Pour les articles homonymes, voir Palais de justice.
Le Palais de Justice de Bergame, siège de la Cour d'Appel et du Ministère Public, est situé dans la ville basse de Bergame, sur la Piazza Dante Alighieri. Il a été construit au début du XXe siècle sur un projet de Marcello Piacentini.

## Histoire
La zone dans laquelle fut construit le palais était, depuis le Xe siècle, le lieu de  la foire de Sant'Alessandro. L'ancien siège du tribunal, situé dans la partie haute de la ville, dans le Palais du Podestat, n'était plus adapté. Au début du XXe siècle, la ville de Bergame a dû déplacer les bureaux administratifs de la partie haute de la ville, devenue inaccessible, à la fois en raison de la croissance démographique et de la difficulté d'accès routier, vers un meilleur emplacement. Le 31 janvier 1901, une commission fut nommée pour trouver le nouvel emplacement pouvant convenir.
Au début du XXe siècle, de nombreuses institutions administratives furent transférées dans les nouveaux bâtiments de la partie basse de la ville : la mairie, la préfecture, le bureau d'état civil et le bureau des finances et la Chambre de commerce, tandis que le tribunal resta dans la partie haute de la ville, tout comme les prisons de Sant'Agata.
La partie basse de la ville au début du XXe siècle nécessitait donc une étude d'urbanisme capable de répondre aux nouveaux besoins. La zone désaffectée de la foire n'était plus qu'un amas de cabanes et de petits bâtiments délabrés. Deux contrats publics furent passés dans la période de deux ans 1906-1907 par l'administration municipale pour un projet qui apporterait du prestige à la ville, et qui serait également un lien entre la culture historico-artistique de la ville à l'intérieur des murs vénitiens, et une nouvelle idée d'un centre urbain moderne. Le projet fut remporté par Marcello Piacentini. Les travaux de construction et de décoration se poursuivirent pendant vingt ans, parallèlement à la planification et à la construction du nouveau centre-ville, plus tard appelé le « centre Piacentini ». 
Le 17 décembre 1919, la première pierre est enfin posée sur le terrain offert gratuitement par la municipalité. Le palais est inauguré le 1er novembre 1925 par Victor-Emmanuel III.

## Description
La façade principale, à laquelle on accède par un escalier en pierre, présente une entrée flanquée de deux grandes statues représentant la Loi et le Droit réalisées par Giuseppe Siccardi, une série de portraits de juristes bergamasques placés le long du mur réalisés par Giovanni Avogadri et Giovanni Manzoni, tandis que le visage de Minerve placé au-dessus de l'entrée est l'œuvre d'Edoardo Cattaneo.
Devant le bâtiment, se trouve la fontaine de la foire, dernier élément restant des stands de l'ancienne foire de la ville.

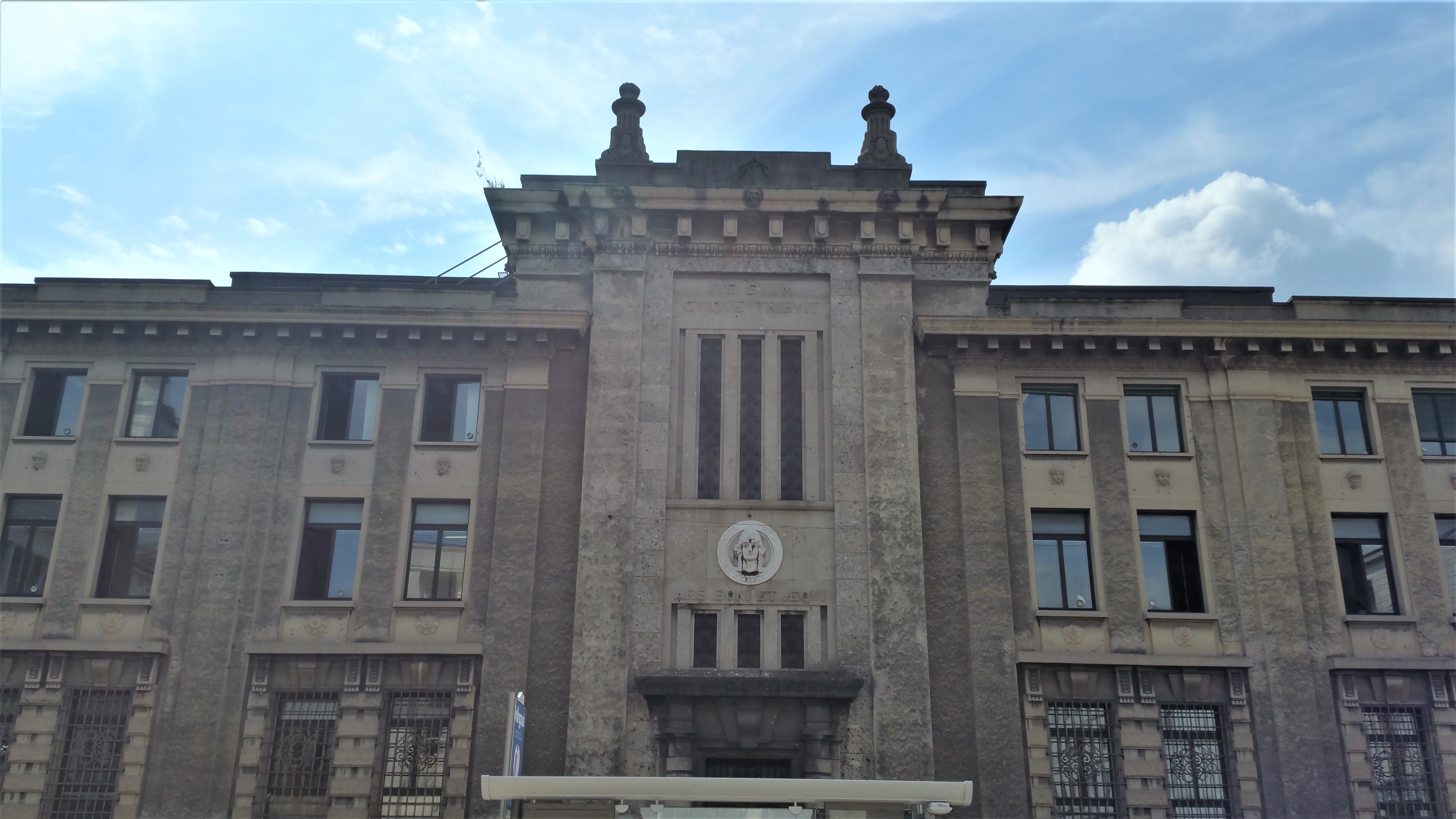
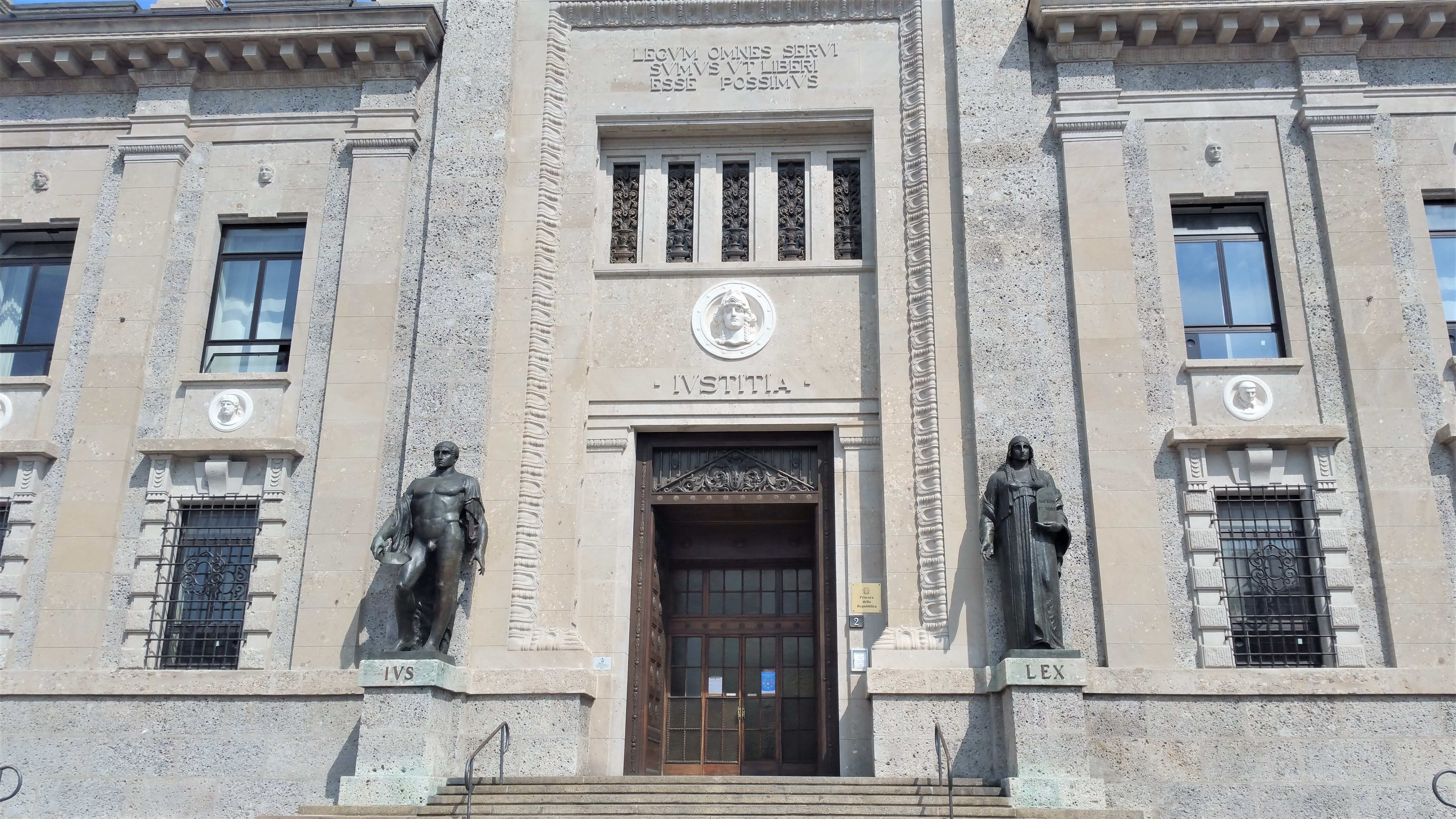
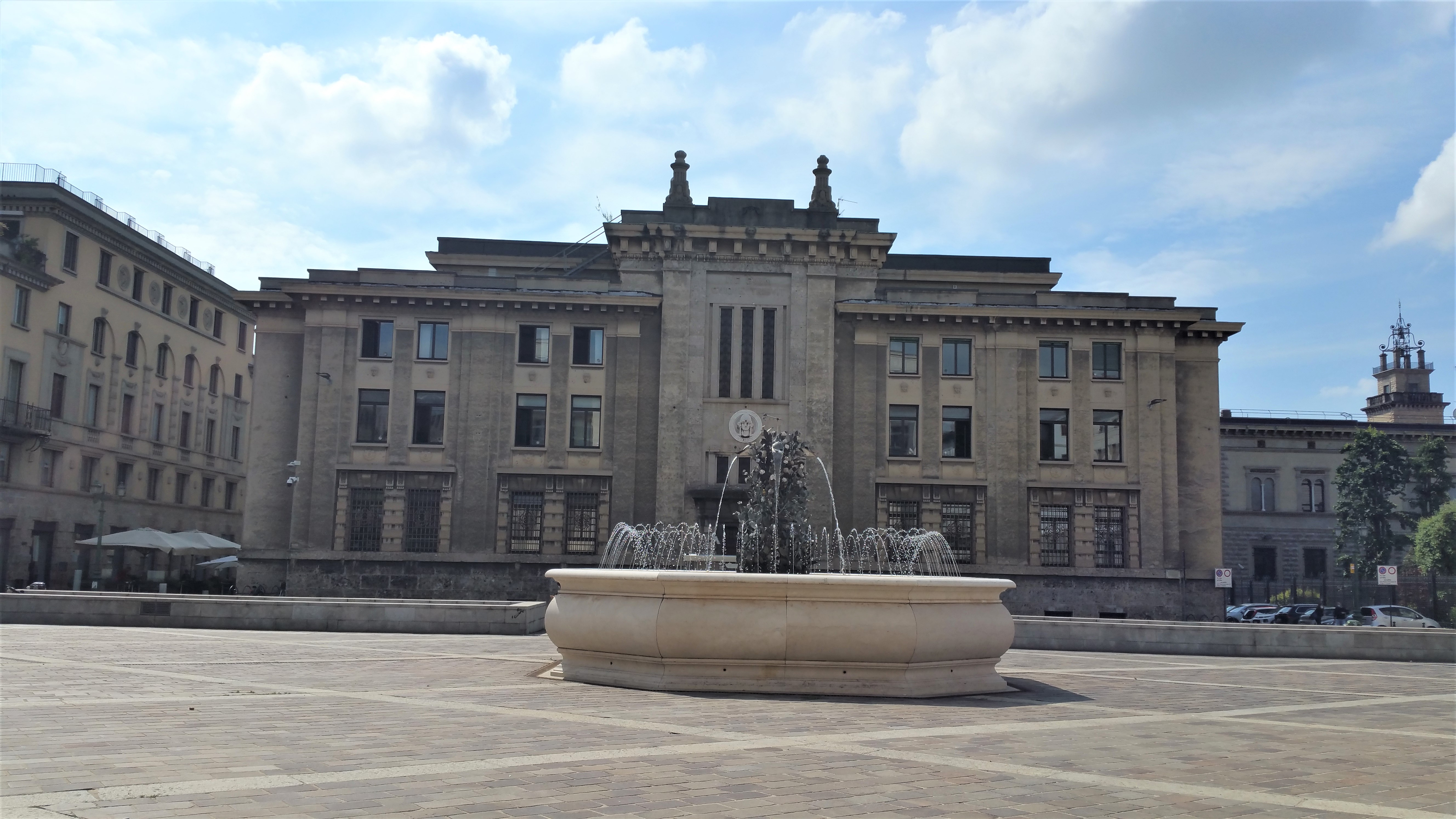